# Peer Gessing

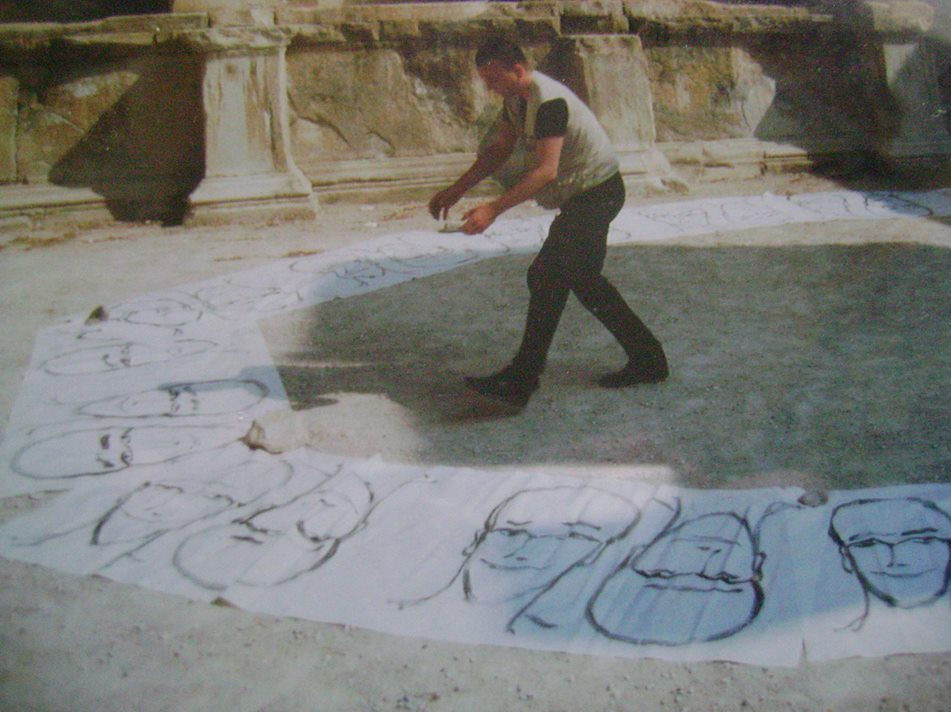
Der Künstler Peer Gessing bei der Performance Corrida, Nimes, Frankreich, 1999

Peer Gessing (* 1967 in Berlin-Zehlendorf) ist ein deutscher Maler und Künstler. Sein Werk umfasst Malerei, Objekte, Installationen und Performances. Charakteristisch für seine Arbeiten sind die Technik der Übermalung, das seriell eingesetzte Motiv des Gesichts, Fahrzeugverfremdung und Defunktionalismus. Peer Gessing lebt und arbeitet seit 2010 in Baden-Baden am öffentlichen Gymnasium RWG. Er unterrichtet Kunst und Deutsch.

## Leben
Gessing ist in Biberach an der Riß aufgewachsen. Seit 1986 beschäftigt er sich mit Buchübermalungen. Von 1988 bis 1993 belegte er ein Studium, an der Staatlichen Akademie der Bildenden Künste Stuttgart. 1993 bis 1994 hatte er eine Projektassistenz Interdisziplinäres Gestalten, Staatliche Akademie der Bildenden Künste Stuttgart. Von 1996 bis 2004 war er in Nord-Baden im Atelier Marienhöhe tätig. 2006 bis 2010 war er in Den Haag an der DiSDH.
Seit 2010 lebt er in Baden-Baden. Er ist Lehrer am Richard-Wagner-Gymnasium und unterrichtet Bildende Kunst und Deutsch.

## Werk

### Übermalung als „ästhetischer Eingriff“
Zentrales Element im künstlerischen Schaffen von Peer Gessing ist die Übermalung, die sich bis zu den Anfängen seines Werkes zurückverfolgen lässt. Der Künstler selbst gibt dabei – nicht ohne Ironie – plakativ die Linie vor: „Stadium 1 wird Stadium 2. Übermalung bedeutet: aktuelle Inhalte, hochqualifizierte Untergründe, besondere Betonung, Schwebezustand zwischen Zerstörung und Bewahrung – ca. 40% der übermalten Gemäldefläche bleibt sichtbar“.
Ziel ist also nicht die vollständige Überdeckung der Vorlage, sondern deren Überlagerung und Verfremdung. Gessing selbst spricht von einem „ästhetischen Eingriff“, der aber stets als Malerei zu verstehen sei. Resultat ist eine dreifache malerische Aufhebung von bereits Bestehendem im dialektischen Sinne: „Aufhebung als Annullierung oder Zerstörung; Aufhebung als Bewahrung; Aufhebung als das Heben auf eine höhere Stufe“. Mit der Praxis der Übermalung sieht sich Peer Gessing gleichermaßen in einer Linie mit althergebrachten Kulturtechniken – Stichworte Palimpsest, Pentimenti –, wie auf der Höhe mit hochmodernen Verfahren unserer Zeit – Stichworte Sampling, Bastard Pop.
Als Untergrund dienen ihm Zeitschriften (Bild der Wissenschaft, 1986), Bücher (Europaprojekt, 1998) und Reklameanzeigen (Chanel Egoïste), aber auch dreidimensionale Objekte wie Fernseher, Möbel, US-Dollars, ein Motorblock oder Autos. Im Zentrum seines künstlerischen Interesses steht aber die Auseinandersetzung mit dem bildnerischen Werk anderer Künstler. So erneuert Peer Gessing nicht nur Reproduktionen (Beckmann), sondern gleichsam als Höhepunkt auch Originale der Kunstgeschichte des 19. und 20. Jahrhunderts (Emil Firnrohr, Josef Weber, Gustav Holweg) oder zeitgenössischer Kollegen (Johannes Hüppi, Thaddäus Hüppi, Reiner Stolz, Sebastian Rogler, Dirk Klomann, Peter Nowak u. v. a.).

### Facing the future
Weiteres Erkennungsmerkmal im Œuvre von Peer Gessing ist das Motiv des Gesichts, dessen  Darstellung, einzeln oder zu Feldern kombiniert, in seinen Werken Legion ist, freundlich lächelnd begegnet es dem Betrachter immer wieder. Aufgebaut aus kraftvollen, streetartesken, breiten Pinselstrichen konstruiert Gessing seine Gesichter lediglich aus einer markanten Umrisslinie sowie Augen, Nase und Mund – die Ohren und Augenbrauen werden nur angedeutet. Sie sehen einander ähnlich, besitzen aber doch einen individuellen Ausdruck, der sie voneinander unterscheidet.
Wen stellen diese Gesichter dar? Anders als in der klassischen Porträtmalerei, geht es Gessing weder um die Wiedererkennbarkeit eines bestimmten Menschen noch um dessen repräsentative Darstellung. Vielleicht können sie mit Sortirios Michou als gescheiterte Selbstbildnisse gelesen werden: „Du hast die Entdeckung gemacht, dass die Selbstporträts immer wieder die anderen werden. Das ist die ganze Geschichte des Selbstporträts“.
Einen weiteren Zugang bietet die performative, serielle Verwendung des Motivs: „Was hat ein einzelner Kopf, der lächelt, mit einer Performance zu tun? Weniger als viele Köpfe, denn die Lesbarkeit entspringt dem Seriencharakter der Bilder von Peer Gessing“. Gessing selbst unterstreicht das, wenn er sagt: „Die Wiederholung der Kopfform folgt einem immer gleichen Rhythmus. Ziel und Ergebnis ist die einfache und direkte Lebendigkeit, was das gemalte Bild zu einem Gegenüber macht“.
Tatsächlich sind Gessings Gesichter direkt, konkret, nicht selten frontal, zugleich entziehen sie sich dem Betrachter durch die Entpersonalisierung und Anonymität ihrer Züge. 1998, zwei Jahre vor dem Platzen der Dotcom-Blase und sechs Jahre vor Gründung von Facebook, sagte Sortirios Michou über Gessing: „Peer Gessing strebt offensichtlich eine Personenvernetzung als virtuelle Wirklichkeit an. Wer, außer seinen Köpfen, diese Welt bevölkert, bleibt offen“. Heute können Gessings Faces als anonyme Platzhalter, androgyne Stereotype einer gleichermaßen atomisierten wie voll vernetzten Massengesellschaft gelesen werden, in der das Gesicht ebenso omnipräsent ist wie der Gesichtsverlust. Doppeldeutig und ebenso vielsagend wie nichtssagend lächelnd, lassen Gessings Gesichter den Betrachter rätselnd zurück.

### Defunktionalismus und Fahrzeugverfremdung

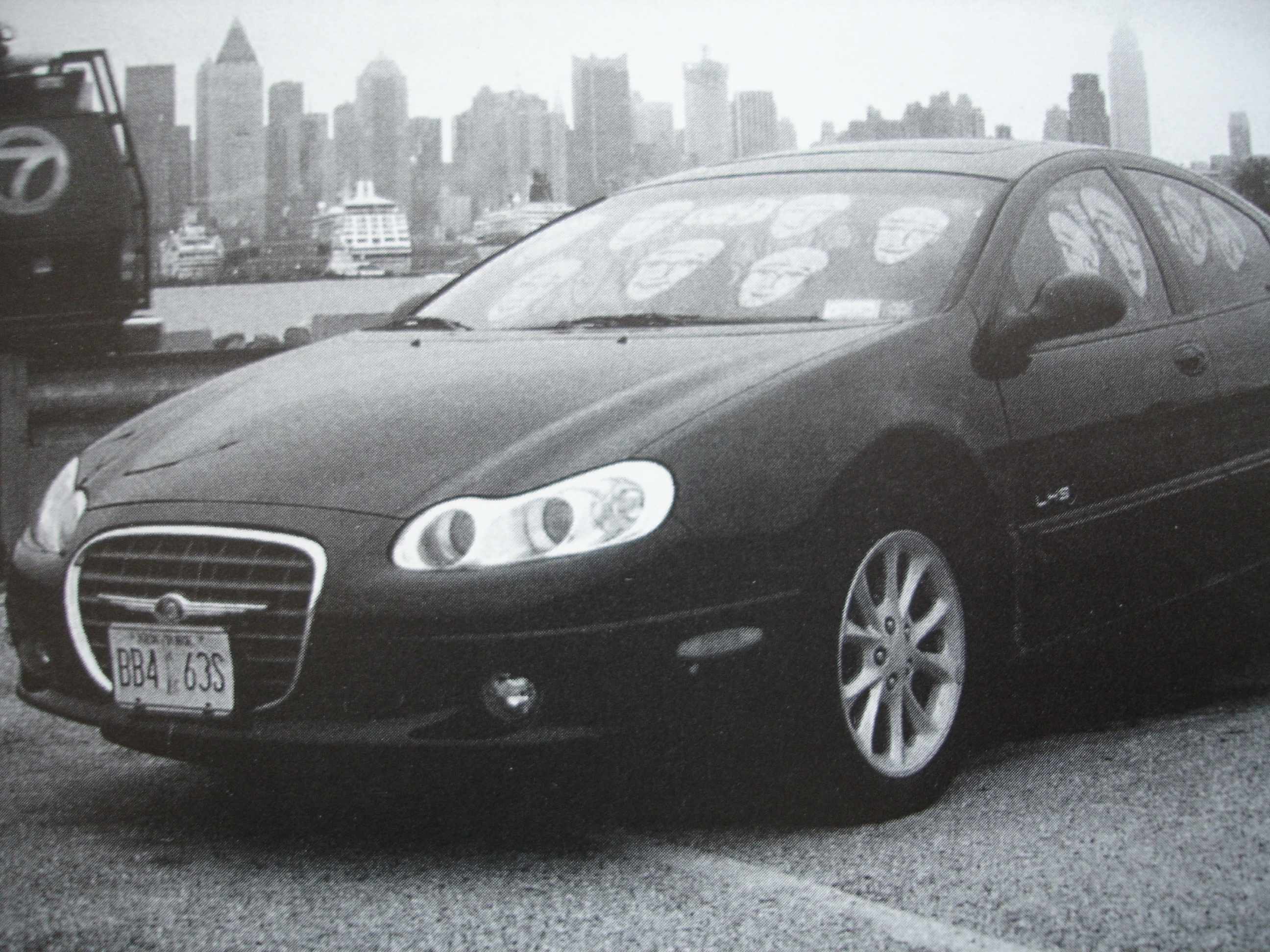
Peer Gessing: Luxery car, Performance, Weehauken, N.J., USA, 1999 (Skyline New York)

Neben der Übermalung und dem seriellen Einsatz des Gesichts ist das Konzept des Defunktionalismus die dritte wichtige Säule, mit dem Peer Gessing Objekte, vor allem aber Autos, mittels künstlerischer Intervention vorübergehend ihrer Funktion entkleidet und sie so in Hybridwesen zwischen Maschine (das Auto) und Mensch (die Kunst) überführt und dabei gleichsam dekonstruiert. Dieser Doppelnatur entsprechend ist das verfremdete Auto für Peer Gessing ein moderner Kentaur, jene Fabelwesen aus dem griechischen Mythos, halb Mensch, halb Pferd.
Gessing legt mit seinem künstlerischen Eingriff den Blick frei auf das Objekt jenseits seiner Funktion: Was ist ein Auto ohne die Möglichkeit, damit fahren zu können? Ein Haufen Schrott? Reine Form und reines Material? Von hier aus lässt sich der Blick aber auch zurück auf die aufgehobene Funktion richten: Hat das Auto wirklich nur die Funktion zu fahren? Ist es nicht auch Sehnsuchtsmittel, Statussymbol oder wie der Philosoph Peter Sloterdijk sagt „Rausch- wie Regressionsmittel“, „rollender Uterus“ und „platonische Privathöhle“?

### Postmoderne
Nicht nur Gessings dekonstruktivistisches Konzept des Defunktionalismus lässt sich im Bereich der Postmoderne verorten. Vielmehr greift auch Gessings Konzept der Übermalung, Überlagerung und Verfremdung ein zentrales postmodernes Thema auf. Mit Jean-François Lyotard, dem Ahnherren der Postmoderne, wirft Gessing beharrlich und unbequem die Frage nach der Wahrheit und nach ihren Bedingungen auf: „Wie beweist man den Beweis? Oder allgemeiner: Wer entscheidet über die Bedingungen des Wahren?“.
Indem Peer Gessing in Originale der Kunstgeschichte oder zeitgenössischer Künstlerkollegen eingreift, schmettert er diese Frage mit aller Wucht dem Kunstbetrachter, Kunstsammler, dem Kunstbetrieb und seinen Protagonisten entgegen, die in ihrer Gesamtheit über die Frage entscheiden, was Kunst ist. Aus Gessings Übermalungen heraus scheint Lyotard zu intonieren: „Was aber sicher scheint, ist, dass in beiden Fällen die Delegitimierung und der Vorrang der Performativität der Ära des Professors die Grabesglocken läuten: Er ist nicht kompetenter zur Übermittlung des etablierten Wissens als die Netze der Speicher, und er ist nicht kompetenter zur Erfindung neuer Spielzüge oder neuer Spiele als die interdisziplinären Forschungsteams“.

### Neoromantik
Wichtig zum Verständnis des Gessing’schen Werkes ist schließlich sein romantischer Impetus. Peer Gessing will der Held seiner eigenen narrativen Kunstgeschichte sein.
Wie anders lässt sich seine hypertrophe, hyperaktive Produktivität erklären, sein unstillbarer Hunger nach malerischen Vorlagen, mit dem er von der Realität Besitz ergreift und ihr seinen eigenen Stempel aufdrückt in Gestalt des Gessing’schen Gesichts. Kunst ist für Gessing Sehnsuchts- und Fluchtort.
Wie der Titelheld Fitzcarraldo alias Klaus Kinski im gleichnamigen Film von Werner Herzog von der Idee besessen ist, ein Opernhaus im peruanischen Dschungel zu erbauen, ist Peer Gessing von seinem künstlerischen Schaffen besessen, ja berauscht. Um es mit Sotirios Michou zu sagen, der ein Bild des im Urwald gestrandeten Flussdampfers aus Fitzcarraldo mit dem Untertitel Art and Exit gerahmt sein eigen nannte und dem einzigen Professor, als dessen Schüler Peer Gessing gelten möchte: „Die Sprache der Überlagerung ist mit einer Irrfahrt zu vergleichen, deren Ziel eine vergessene Erkenntnis sein müsste. Die Köpfe werden so zu Helden, die noch nicht am Ende ihrer Reise angekommen sind“.

## Arbeiten in öffentlichen Sammlungen
- Sprengel Museum Hannover
- Braith-Mali-Museum, Biberach an der Riß

## Einzel- und Gruppenausstellungen (Auswahl)

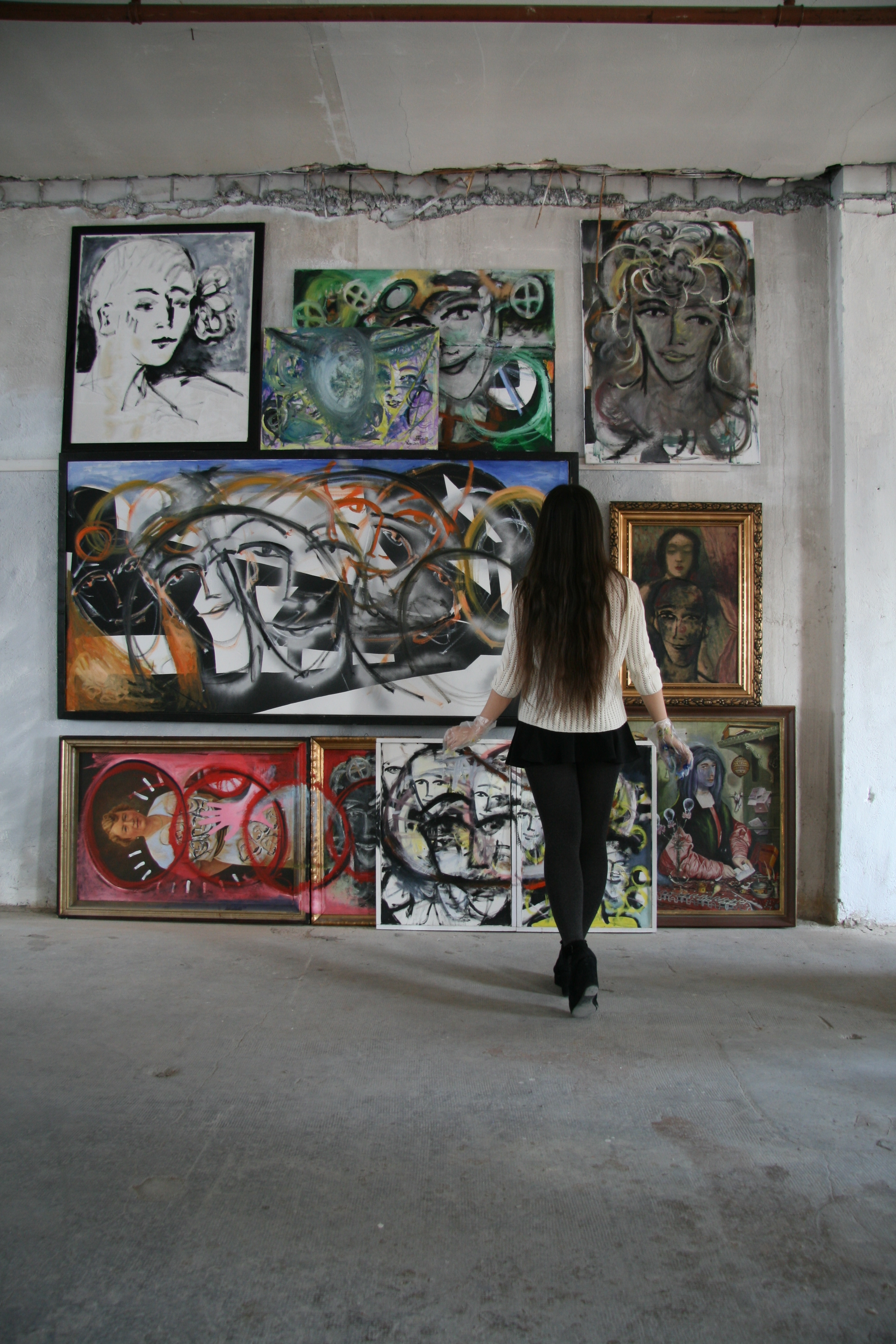
Atelierszene mit Petersburger Hängung, 2014

- 1994 Bücherberge und Bildnisse, Künstlerhaus Ulm
- 1995 Dialog, Gaildorf – Schloss und Kirche, Braith-Mali-Museum, Biberach an der Riß
- 1997 Limes-Projekt – 2.500 gemalte Köpfe (Katalog)
- 1998 „Europa-Projekt“, Druckerei Spiegel, Ulm (Katalog)
- 1999 „Luxury car“, Clinton/Weehauken, N.J., USA
- 1999 „Maschinenmensch“, Museo Coahuila, Mexico (Katalog)
- 2000 „Kentaur“, Publikumspreis, Toyamura Biennale, Japan
- 2003 „1/2/3“, Forum für Kunst (Malerei-Installation)
- 2006 Arbeit mit Studenten, Rietveld Akademie, Amsterdam
- 2006–2009 Aktionen in Tallinn, Brüssel, London, Mexico
- 2009 Cybercity, Office NIEUW CENTRAAL, Den Haag
- 2011 Galerie Knecht und Burster, Karlsruhe mit Reiner Stolz & Thaddäus Hüppi,
- 2012 The Hamburg Collection, SHOW-ROOM Baden-Baden
- 2013 Haupt-Sache, Forum für Kunst, Heidelberg
- 2013 Equipage Meets Art, Kurhaus/Casino Baden-Baden
- 2013 Verliebte Künstler, Akademie Weißensee, Berlin
- 2013 Art-Hotel, Allee Hotel Leidinger, Baden-Baden
- 2014 „Verliebte Seefahrer & Lachende Künstler“, Hafenmuseum Rotterdam
- 2014 FACE TO FACE, Gesellschaft der Freunde junger Kunst Baden-Baden,